# Funerais no Paleolítico

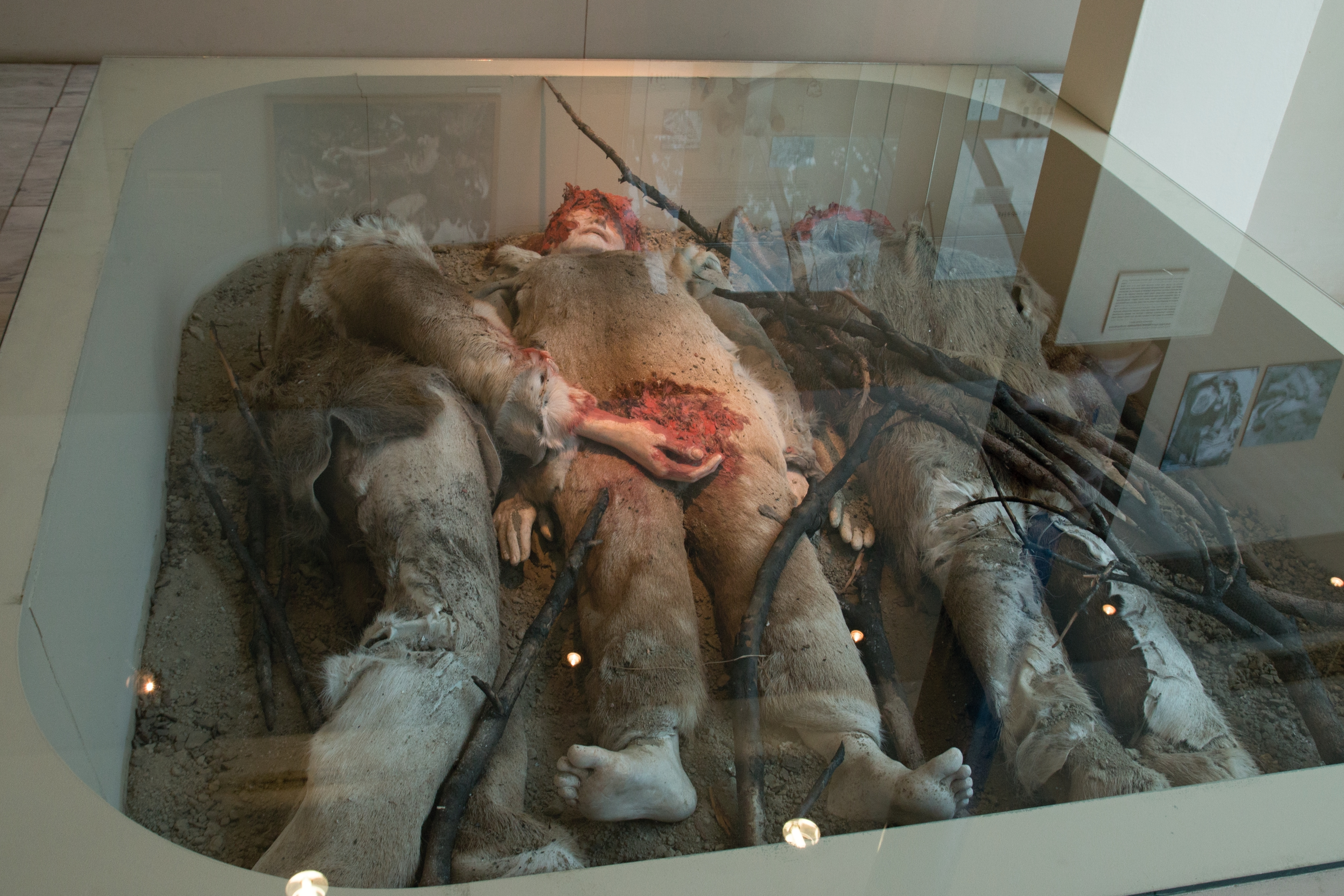
Reconstrução do sepultamento triplo encontrado em Dolní Věstonice.

As práticas mortuárias podem ser definidas como qualquer atividade dirigida para o corpo morto de um co-específico que pode, mas não necessariamente, envolver um tipo de atividade ritualizada ou simbólica, incluindo a transferência dos restos mortais de um ambiente natural para outro. Antigamente, acreditava-se que esse tipo de prática se limitava somente a seres humanos, porém, atualmente, exemplos de comportamento mortuário foram documentados em uma ampla gama de espécies, englobando desde o transporte de bebês mortos por várias semanas por mães chimpanzés até a revisitação de carcaças de elefantes por membros de seu grupo social.
As práticas e rituais funerários não são uma necessidade biológica e, portanto, correspondem a um tipo diferente de preocupação que diz respeito ao destino dos indivíduos quando eles morrem. Os primeiros indícios de práticas mortuárias de hominínios datam da Era Paleolítica, mais especificamente no Paleolítico Médio. Os grupos desse período inventaram quase todas as formas básicas de tratar um cadáver antes do enterro e quase todas as formas de sepultamento em si. Eles parecem ter desenvolvido um “culto aos mortos”, baseado em dualidades como ocultação versus exposição do corpo, enterro do corpo intacto versus desarticulado, enterro do corpo inteiro versus apenas partes dele, e assim por diante. Dessa forma, pode-se inferir que os hominínios do Paleolítico Médio já tinham a percepção dualista do mundo, que mais tarde se tornou a base de quase toda a cultura das populações em questão. Isso e a própria prática do enterro deliberado sugere que o povo do Paleolítico Médio, ou pelo menos alguns desses grupos, estavam passando de padrões de comportamento paleoculturais a padrões neoculturais.
As evidências de ritos funerários podem nos informar a respeito da relação entre vivos e mortos, das dinâmicas sociais e dos valores culturais de determinado grupo, além de nos oferecer insights sobre a visão da vida após a morte e possíveis crenças religiosas primitivas daquele grupo. Precedendo o aparecimento de arte rupestre gravada ou pintada, as práticas funerárias oferecem uma das poucas oportunidades de abordar os elementos mais profundos do comportamento dos humanos paleolíticos.
É importante ressaltar, no entanto, que o debate sobre a origem e a evolução das práticas mortuárias de hominínios é um tópico de intenso debate dentro da própria academia, não sendo um consenso geral em determinados assuntos. Além disso, a interpretação das evidências é complexa e o processo de descoberta de novos dados, bem como novas interpretações, é contínuo. Dessa forma, é possível que em diferentes bibliografias haja divergências tanto de datas quanto de locais de surgimento das primeiras práticas funerárias.

## Práticas mortuárias no Paleolítico
Os pesquisadores consideram uma variedade de evidências distintas para inferir a presença de práticas mortuárias envolvendo rituais ou não na Era Paleolítica. Dentre elas, pode-se citar a presença de sepultamentos intencionais (ou deliberados), uma das evidências mais significativas. Isso envolve a descoberta de corpos posicionados de forma deliberada em covas ou túmulos, podendo ser sepulturas únicas ou múltiplas. Um número considerável de sítios de múltiplos sepultamentos do Paleolítico Médio foi encontrado, com vários indivíduos sepultados em várias covas.
Uma grande fonte de controvérsia para os arqueólogos têm sido como distinguir a preservação casual de um corpo completo em uma depressão natural de um corpo sepultado intencionalmente. Além disso, no caso dos sepultamentos de fato intencionais, as interpretações desse comportamento podem ser diversas. O enterro dos mortos pode marcar uma transição no ciclo de vida de um indivíduo e, portanto, o ato do enterro pode refletir uma crença religiosa culturalmente vinculada ou filosofia existencial sobre a alma de uma pessoa. Ou pode ser muito mais simples do que isso, ou seja, simplesmente um método para descartar um corpo. Quando há dúvidas sobre a intencionalidade e simbolismo relacionados às sepulturas, muitas vezes outras evidências são procuradas, como as oferendas e bens funerários, marcas de pintura corporal e modificações nos restos mortais. Além disso, evidências de canibalismo pós morte também podem ser utilizadas para inferir sobre rituais simbólicos.
As oferendas e os bens funerários são a presença de objetos e oferendas colocadas junto aos corpos ou nas proximidades das sepulturas. Isso pode incluir a deposição de artefatos como ferramentas de pedra, ossos de animais, conchas ou outros itens simbólicos. As marcas de ocre e pintura corporal consistem no uso de pigmentos, como o ocre vermelho, nos restos mortais. Isso indicaria possíveis práticas ritualísticas, como a aplicação desses pigmentos nos corpos antes de enterrá-los. Já as modificações nos restos mortais representam as modificações intencionais nos ossos, como a realização de incisões e cortes. Segundo pesquisadores, a presença das evidências simbólicas é muito mais evidente nos registros do Paleolítico Superior do que no Paleolítico Médio.
Apesar da extensa história humana, não há um único enterro intencional conhecido por boa parte desse enorme período de tempo. Isso não significa necessariamente que até o primeiro registro confirmado de práticas mortuárias, a humanidade tenha ignorado totalmente seus mortos. Alguns rituais podem ter sido realizados durante períodos anteriores, mas ou eles assumiram outras formas além do enterro ou não deixaram evidências recuperáveis pela arqueologia moderna.
O fato de que a maioria dos fósseis de homíninios (mais de 50%) são registros cranianos e que a caixa craniana é 20% mais encontrada do que mandíbulas pode ser uma evidência circunstancial de cultos à crânios no paleolítico inferior, antes dos primeiros registros formais de práticas mortuárias, por exemplo.

## Práticas mortuárias no Paleolítico Médio
Mostra-se que, no Paleolítico Médio, havia centros de atividade tafológica, ou seja, atividades que afetam a preservação e a alteração dos restos orgânicos ao longo do tempo, que o sepultamento deliberado era realizado seletivamente em apenas uma pequena minoria da população, que os homens eram enterrados com muito mais frequência do que as mulheres e que os padrões de sepultamento parecem ser independentes de fatores identificáveis, como tipo físico.

### Possíveis primeiros registros de práticas mortuárias
Os primeiros possíveis registros funerários em Hominínios são de neandertais e datam de cerca de 300.000 anos atrás. As primeiras evidências do descarte de corpos de maneira deliberada foram encontradas nas cavernas de Pontnewydd, no país de Gales. Os restos fragmentados de dentes dos primeiros neandertais sugerem que pelo menos cinco e possivelmente até 15 corpos podem ter sido sepultados de maneira deliberada há cerca de 225.000 anos. Curiosamente, a maioria desses indivíduos eram do sexo masculinos e de uma idade abaixo de 20 anos. Esse fato pode ser uma evidência da estrutura social desse grupo: a importância dos caçadores era tanta que eles mereciam um tratamento especial mesmo depois da morte.

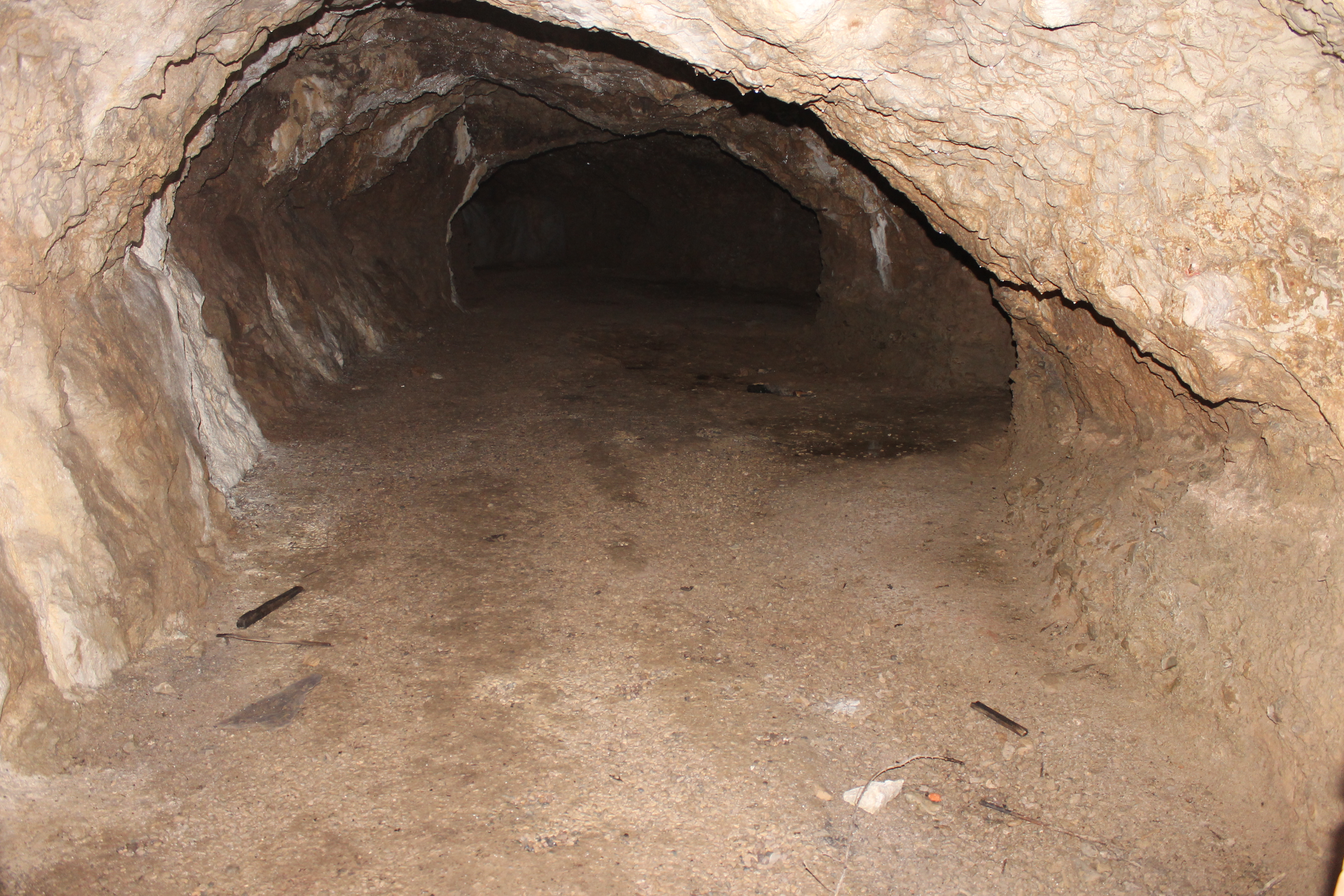
Pontnewydd Cave, escavada entre 1978 e 1995

Outro possível registro de rito funerário no Paleolítico Médio se dá na Europa, há cerca de 200.000 anos atrás. Registros arqueológicos de 32 Homo heidelbergensis foram encontrados no fundo de um poço profundo em Sima de los Huesos, na Espanha. Apesar de muito provável, o estado dos registros não permite afirmar categoricamente que os indivíduos passaram pelo processo intencional de um enterro ou algum outro tipo de ritual funerário.
Evidências de cerca de 100.000 anos atrás incluem os restos cranianos fragmentários de pelo menos 22 neandertais de La Quina no Charente, e no local da fissura de L'Hortus, ambos da França. Os restos mortais de pelo menos 20 indivíduos foram encontrados, sendo os jovens Neandertais especialmente comuns, mais uma vez.
Na Caverna Krapina, na Croácia, mais de 70 neandertais foram encontrados em depósitos da caverna datados de antes de 100.000 anos atrás. Originalmente, pensava-se que os neandertais praticavam canibalismo em Krapina, mas análises recentes demonstraram que as marcas de corte e de "arranhões" foram criadas pelo esfolamento dos mortos. Essa descarnação ocorreu possivelmente antes do enterro.

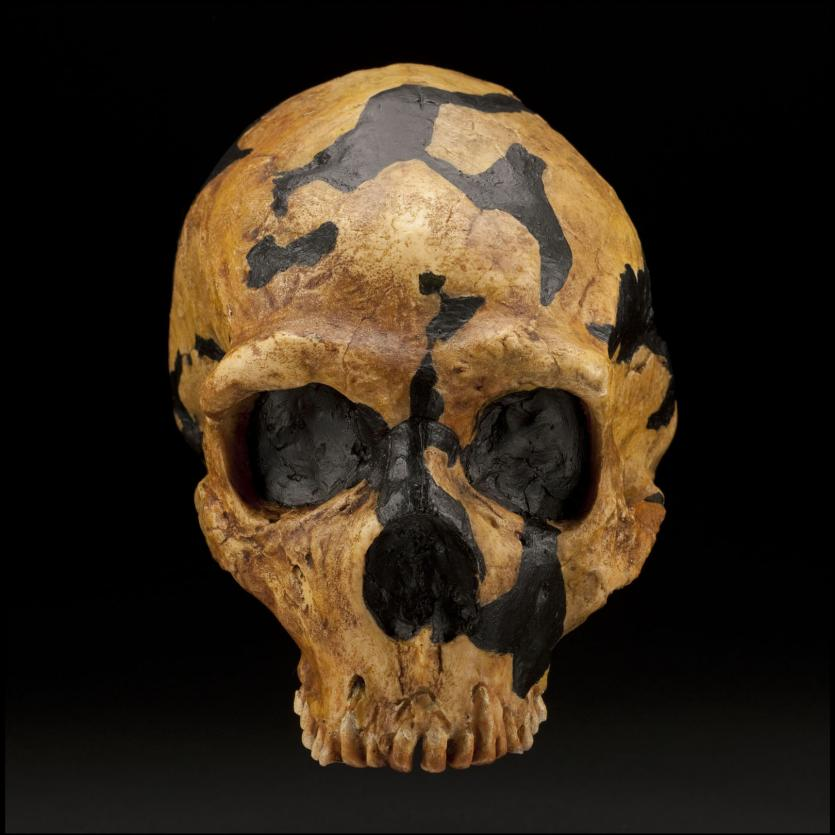
Crânio de Neandertal encontrado na caverna Shanidar, no Iraque

Traços de descarnamento e remoção de partes do corpo foram encontrados em vários outros sítios neandertais na França e na Bélgica. Na caverna Moula Guercy, no sudeste da França, pelo menos seis neandertais foram descarnados ou possivelmente canibalizados, e na caverna Kebara, em Israel, um homem neandertal adulto enterrado no centro da caverna teve seu crânio removido logo após o enterro. Portanto, certamente aumentam as evidências de que os neandertais, pelo menos ocasionalmente e em algumas áreas da Eurásia, praticaram uma variedade de atividades mortuárias antes e durante o enterro. Estudiosos especulam que esses crânios e ossos longos possivelmente eram tratados como relíquias sagradas e que o descarnamento é uma evidência dessas práticas.
No sítio arqueológico da caverna de Shanidar, no Iraque, foram encontrados restos mortais de neandertais enterrados intencionalmente, um deles até mesmo com flores ao seu redor. Os indivíduos datam de cerca de 65.000 a 35.000 anos atrás.
Estudos em andamento de esqueletos de neandertais desenterrados no Iraque durante a década de 1950 sugerem a existência de uma estrutura social complexa e, possivelmente, com ritos funerários formais.

### Evidências de ritos funerários em consenso na literatura

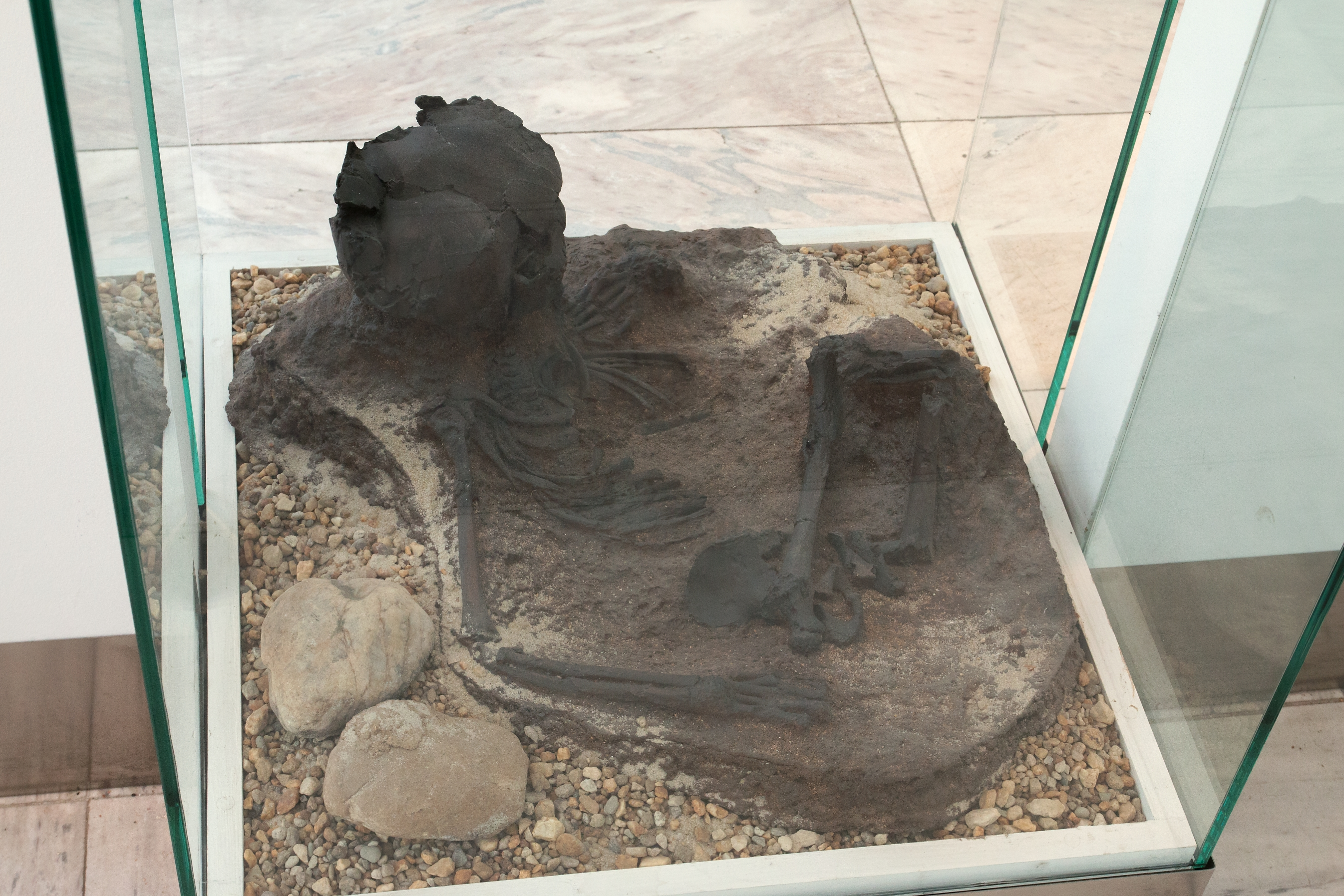
Mostra do corpo de uma criança encontrado na Caverna de Qafzeh (Israel). Um dos esqueletos mais antigos do Oriente Médio, com cerca de 90.000 anos.

Os primeiros registros verdadeiramente inquestionáveis de enterros formais pertencem aos H. sapiens. Eles datam de cerca de 100.000 anos atrás e foram encontrados em Qafzeh, Israel. Embora os restos mortais de mais de 25 indivíduos tenham sido registrados no sítio em questão, apenas alguns deles foram enterrados intencionalmente.
Diferentemente dos registros fósseis de Hominini do tópico anterior, evidências robustas, como a postura, o enterro simultâneo de indivíduos e a preservação dos corpos em um lugar que possivelmente era dentro de um poço protegido de animais predadores, não deixam dúvidas quanto à intencionalidade do descarte desses corpos.  Os três indivíduos enterrados são conhecidos como Qafzeh 9, 10 e 11. Os indivíduos Qafzeh 9 e 10 foram encontrados enterrados juntos no mesmo local.

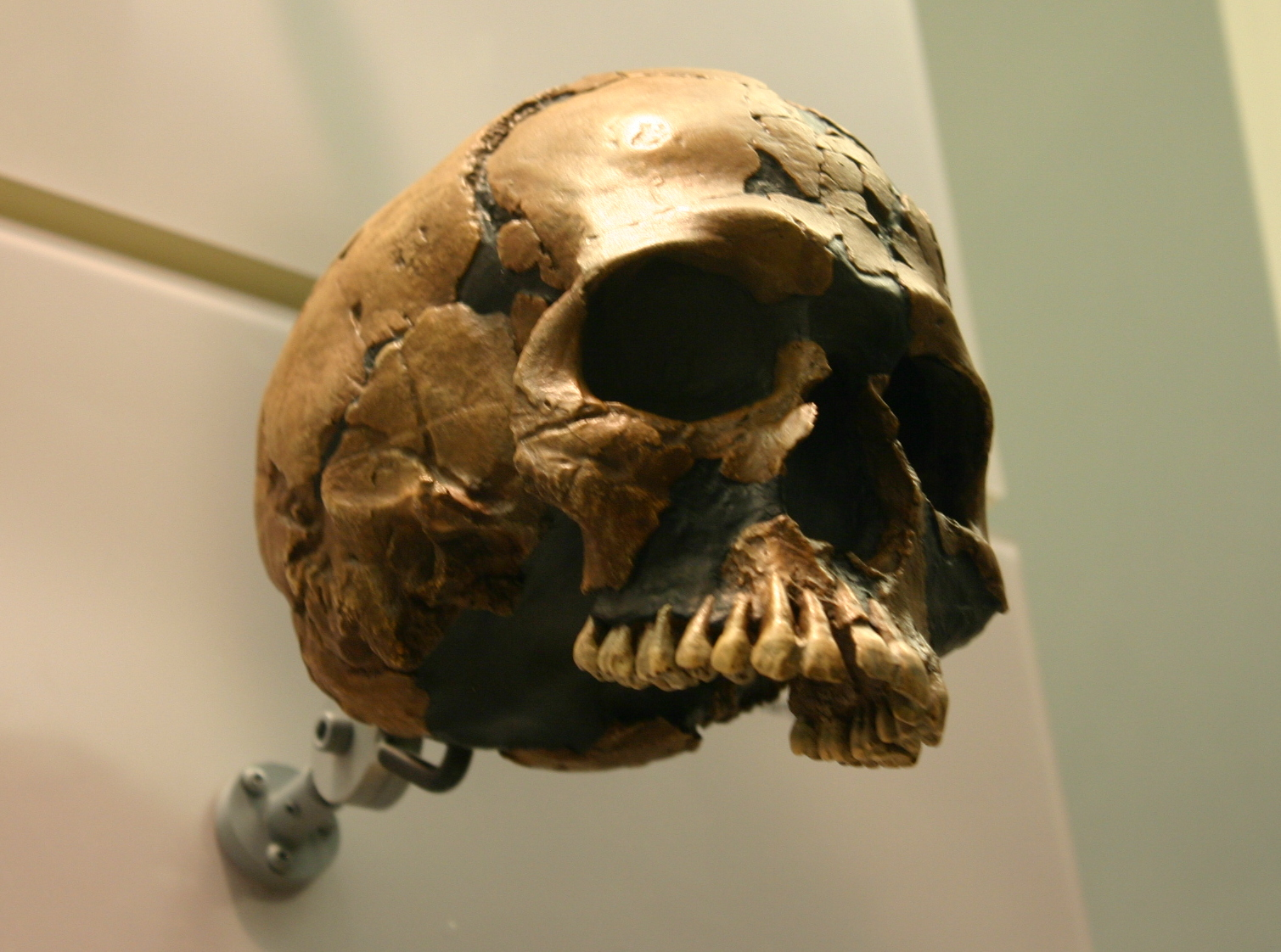
Crânio do indivíduo nomeado Qafzeh 9

“Qafzeh 9 foi depositado em seu lado esquerdo. O tronco era ligeiramente curvo e a cabeça inclinada para a frente. O braço esquerdo estava levemente flexionado e a mão posicionada sob a coxa esquerda. O braço direito estava muito flexionado, com a mão apoiada no antebraço esquerdo. As pernas estavam dobradas em direção ao corpo. A maioria dos ossos foi parcialmente esmagada, mas foi possível reconstruir o crânio, a mandíbula, as clavículas e a maioria dos ossos dos membros. O estado de preservação do tronco e da pelve facilitou sua restauração.”
Qafzeh 10 era uma criança e estava “posicionado perpendicularmente ao adulto, com a cabeça voltada para leste. O corpo estava deitado de costas, ligeiramente inclinado para o lado esquerdo. A coluna vertebral formava uma curva côncava em direção ao topo, especialmente acentuada nas vértebras cervicais, que eram muito altas. O crânio, voltado para a esquerda, não estava, portanto, na horizontal com o torso, mas posicionado acima dele. Estava em uma posição de flexão forçada, apoiada em sua base. O braço direito, a uma pequena distância do tronco, estava ligeiramente dobrado, a mão alinhada com a pélvis. A mão esquerda estava dobrada até o ombro esquerdo. As pernas estavam viradas para a esquerda e muito dobradas, os joelhos alinhados com o fundo da caixa torácica. Todos esses detalhes dão a impressão de que o corpo foi comprimido para caber em um pequeno espaço.”
Um terceiro indivíduo enterrado de maneira proposital também foi encontrado tempos depois, o Qafzeh 11. A datação indica que esse indivíduo precedeu os Qafzeh 9 e 10 e foi enterrado antes deles. O corpo era de um adolescente entre 12 e 13 anos e seus restos foram encontrados junto a conchas, aparentemente usadas como ornamento.
”O corpo foi posicionado de costas. A cabeça foi levantada e apoiada contra a parede da fossa em posição de flexão forçada contra o tórax. As pernas, dobradas contra o corpo, foram empurradas para a direita. A pélvis e as pernas foram esmagadas por um grande bloco de calcário de tamanho muito diferente das pequenas pedras. Os braços foram dobrados, com os úmeros ao longo do tórax e as mãos colocadas em cada lado do pescoço com as palmas voltadas para cima. Um pedaço de um grande veado caçado (Dama dama), com uma parte de seu crânio, foi colocado na parte superior do tórax, logo abaixo da cabeça. Houve contato direto entre os ossos da mão direita do indivíduo e a testa quebrada do animal. Esta peça, única em todos os depósitos musterianos escavados em Qafzeh, foi intencionalmente colocada sobre o cadáver e é provavelmente a evidência mais clara de uma oferta funerária do Paleolítico Médio, embora prefira-se o termo mais neutro “depositado intencionalmente”.
Além desses três indivíduos, especula-se que existam outros exemplares Qafzeh que também foram enterrados de forma intencional, mas devido ao estado dos fósseis, não é possível afirmar com precisão.
O sítio arqueológico de Skhul, também possui alguns dos registros mais antigos de possíveis práticas mortuárias em H. Sapiens, com indivíduos enterrados na presença de conchas, possivelmente usadas como adorno.

## Rituais funerários no Paleolítico superior
Foi durante o Paleolítico superior que os rituais funerários se tornaram mais complexos e com mais elementos. Uma das inovações vista foi a presença de bens materiais e ornamentações no local e no corpo, além de uma diversificação na forma como o corpo era disposto no local de enterro, Devido à esses fatores, associados com novas formas de se proteger e preservar o corpo, e quantidade e diversidade de sepultamentos, estes podem fornecer informações importantes sobre a cultura funerária dos povos dos antigos Homo Sapiens.

### Sungir,Russia

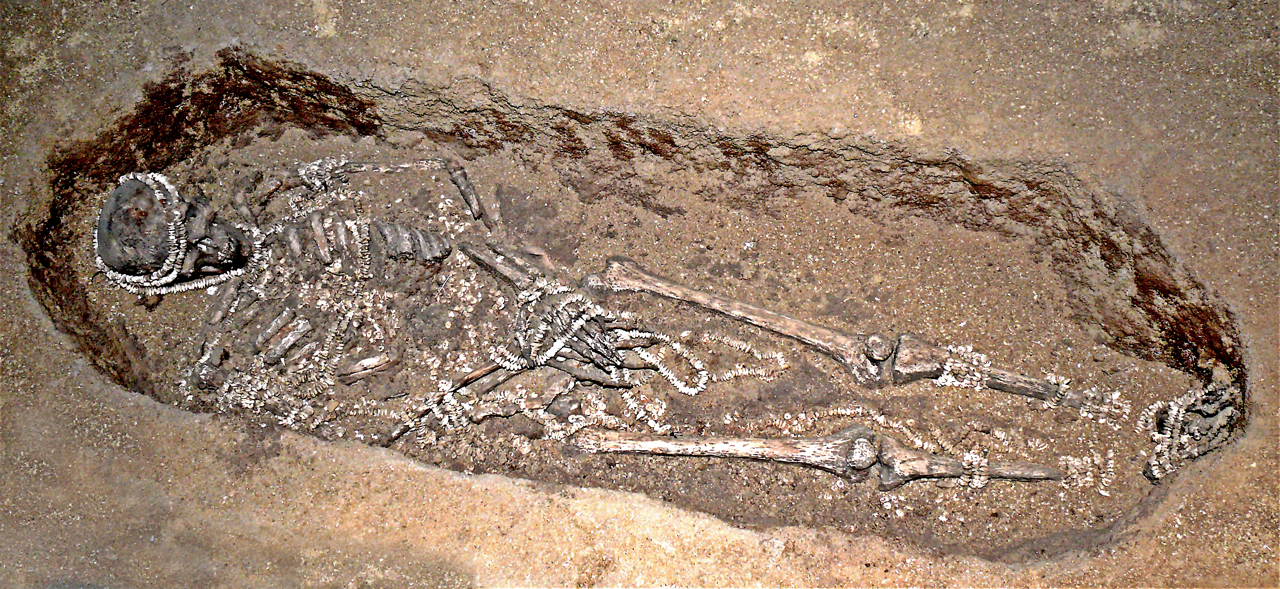
Homem enterrado em Sungir, Rússia.

Os sepultamentos do sítio arqueológico de Sungir, perto da cidade de Vladimir, na Rússia, foi descoberto em 1955 e é um dos mais antigos enterros elaborados entre o grupo Homo. No local estão enterrados três corpos: o primeiro, chamado de Sungir 1, consiste em um homem adulto em uma cova separada. Em sua cova foi encontrado ocre vermelho, uma substância que aparece em diversos sepultamentos da mesma época ao longo da Europa, e milhares de contas feitas de marfim de mamute, pulseiras e colares. As contas de marfim são itens cuja confecção requer uma quantidade considerável de tempo, o que associado aos outros itens no enterro, sugerem que o indivíduo era bem considerado dentro de sua sociedade.
Já a outra cova contém um sepultamento duplo, de duas crianças, uma virada de costas para a outra e com as cabeças juntas. Essa sepultura também tinha ocre vermelho e as contas de marfim encontradas na sepultura de Sungir 1, e para além disso possuía dentes de raposa do ártico e outros produtos feitos de marfim de mamute. Também foram encontradas lanças feitas com dente de mamute, uma delas chegando a medir 2,40m. As ossadas foram identificadas como pertencentes a duas crianças: um menino, com cerca de 11 à 13 anos de idade, e uma menina, com cerca de 9 a 10 anos. A riqueza encontrada nesse sepultamento é incomum, inclusive quando comparada com outros sepultamentos como Sungir 1, e era normalmente reservada àqueles que possuíam grande importância para sua comunidade. Além disso, sepultamentos infantis também eram raros, o que torna esse achado ainda mais inusitado.

### Dolní Věstonicee Pavlov

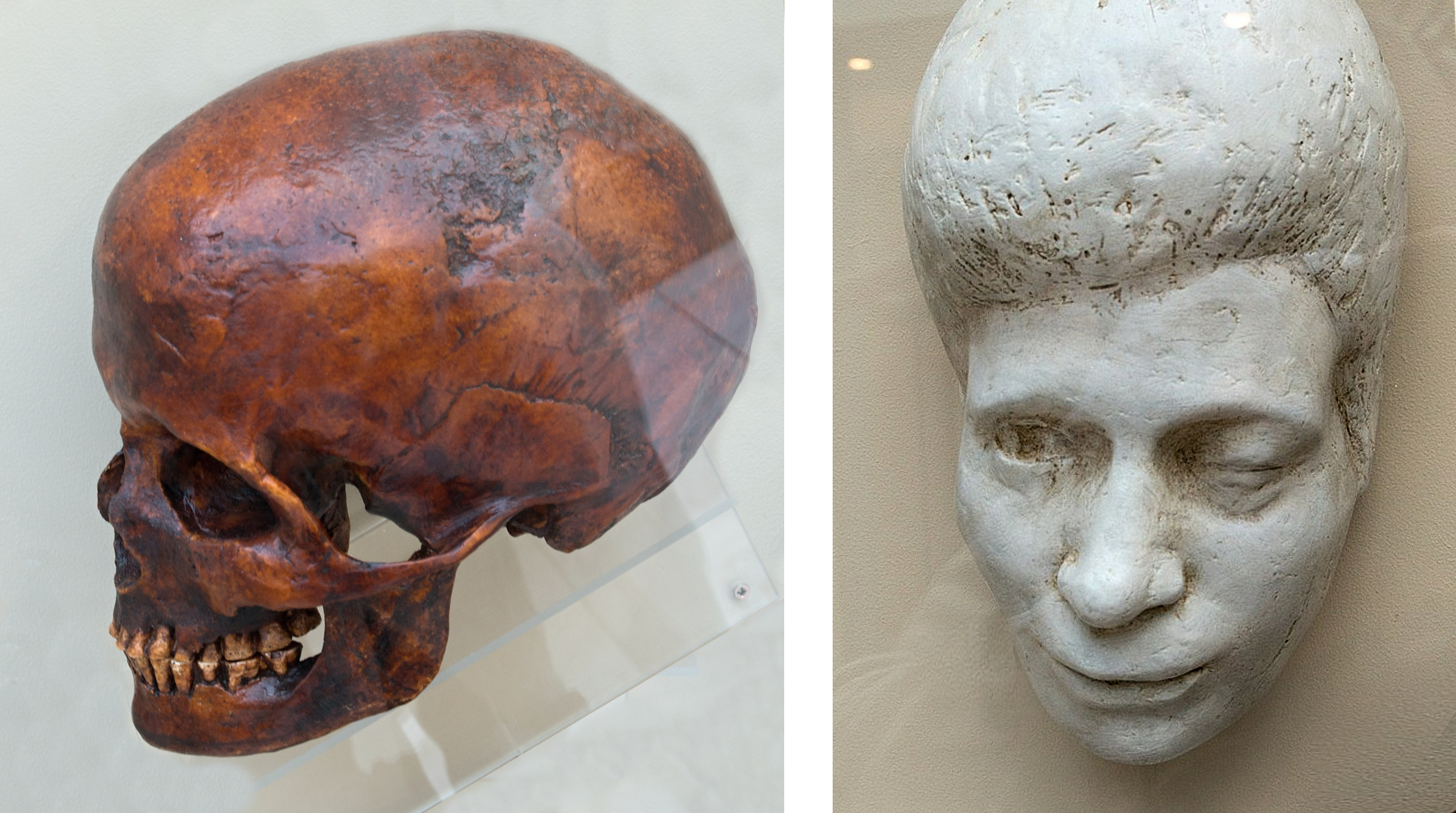
Reconstrução do crânio da mulher encontrada em Dolní Věstonice

Os sítios de Dolní Věstonice e Pavlov, localizados na região de Morávia, na República Tcheca, são famosos pela riqueza artefatos e restos humanos que datam do período Paleolítico superior. Uma das evidências mais famosas encontradas na região é a Venus de Dolní Věstonice, uma escultura de data do período gravetiano. Além de evidências de diversos assentamentos humanos, há também alguns sepultamentos do mesmo período que indicam a presença de rituais funerários.
Um dos túmulos inclui o sepultamento triplo de três jovens. Dois indivíduos do sexo masculino e um não-identificado, e foram encontrados junto a restos de madeira, possivelmente alguma estrutura funerária, e contas de marfim adornando seus crânios, além de caninos de algum animal carnívoro e ocre vermelho. Análises da dentição dos três indica a possibilidade de algum parentesco. O esqueleto do indivíduo não-identificado possui algumas características físicas incomuns, como encurtamento dos ossos, o que sugere que ele sofria de alguma condição congênita como uma condrodisplasia.
Um outro sepultamento na mesma região é de uma mulher, de por volta 40 anos, encontrada no sítio Dolní Věstonice 3, encontrada enterrada sob duas escápulas de mamute. Seu rosto possuía um formato distinto assimétrico, o que, em conjunto com a estátua de um rosto com características semelhantes, a presença de ocre vermelho e as escápulas de mamute indicam que era o túmulo de uma pessoa de alto prestígio social.